# Mark Donovan
Pour les articles homonymes, voir Donovan.
Mark Donovan (né le 3 avril 1999 à Penrith en Angleterre) est un coureur cycliste britannique.

## Biographie
Testé positif au SARS-CoV-2, Mark Donovan est non-partant lors de la huitième étape du Tour d'Espagne 2022, tout comme son camarade de chambre Nikias Arndt.

## Palmarès sur route

### Par année
- 2017
  - Circuito Guadiana juniors
  - Isle of Man Junior Tour :
    - Classement général
    - 3e étape

  - Mémorial Aitor Bugallo juniors
  - Aubel-Thimister-La Gleize :
    - Classement général
    - 2e étape (contre-la-montre par équipes)

  - Giro di Basilicata :
    - Classement général
    - 3e étape
- 2018
  - 2e étape du Tour de la Vallée d'Aoste
- 2023
  - Classement général du Sibiu Cycling Tour
- 2025
  - 2e de la Semaine internationale Coppi et Bartali

### Résultats sur les grands tours

#### Tour de France
1 participation
- 2021 : 45e

#### Tour d'Italie
1 participation
- 2025 : 55e

#### Tour d'Espagne
2 participations
- 2020 : 48e
- 2022 : non-partant (8e étape)

### Classements mondiaux
| Année                                 | 2018 | 2019  | 2020 | 2021 | 2022  | 2023 | 2024 |
| ------------------------------------- | ---- | ----- | ---- | ---- | ----- | ---- | ---- |
| Classement mondial                    | 919e | 2986e | 860e | 578e | 1126e | 273e | 322e |
| UCI Europe Tour                       | 590e | 1838e | 682e | 465e | 798e  | nc   | nc   |
|                                       |      |       |      |      |       |      |      |
| Légende : nc = non classéSource : UCI |      |       |      |      |       |      |      |

## Palmarès en cyclo-cross
- 2015-2016
  -  Champion de Grande-Bretagne de cyclo-cross juniors